# Komórki jeżowe
Komórki jeżowe (ang. clue cells) – komórki nabłonka pochwy, które posiadają charakterystyczny, nakrapiany wygląd w wyniku pokrycia ich przez bakterie. 
Obecność komórek jeżowych jest jednym z objawów bakteryjnego zapalenia pochwy (stanowi jeden z 4 kryteriów klinicznych Amsela bakteryjnego zakażenia pochwy, spośród których do rozpoznania muszą być spełnione 3 warunki), w szczególności spowodowanego przez bakterie Gardnerella vaginalis, a także bakterie z rodzaju Mobiluncus. Takie zakażenia bakteryjne dają cuchnący, rybi zapach wydzieliny pochwy (zwiększający się pod dodaniu roztworu KOH), a także podwyższenie pH pochwy.